# استاری‌سامبیر
استاری‌میستو یا استاری‌سامبیر (به انگلیسی: Staryi Sambir) شهری است که در استان لفیف اوکراین قرار دارد. جمعیت این شهر ۶,۵۱۸ (۲۰۲۱ تخمینی) نفر است.